# Șoldănești (arrondissement)
Șoldănești is een arrondissement van Moldavië. De zetel van het arrondissement is Șoldănești. Het arrondissement ligt in het noorden van Moldavië. De communisten kregen hier in 2005 61 % van alle stemmen.
De 23 gemeenten, incl. deelgemeenten (localitățile), van Șoldănești:
- Alcedar, incl. Curătura en Odaia
- Chipeșca
- Climăuții de Jos, incl. Cot
- Cobîlea
- Cotiujenii Mari, incl. Cobîlea, loc.st.cf en Cușelăuca
- Cușmirca
- Dobrușa, incl. Recești en Zahorna
- Fuzăuca
- Găuzeni
- Glinjeni, vroeger Hligeni genaamd
- Mihuleni
- Olișcani
- Parcani
- Pohoarna
- Poiana
- Răspopeni
- Rogojeni, incl. Rogojeni, loc.st.cf
- Salcia, incl. Lelina
- Sămășcani
- Șestaci
- Șipca
- Șoldănești, met de titel orașul (stad)
- Vadul-Rașcov, incl. Socola.